# Schloss Wedendorf

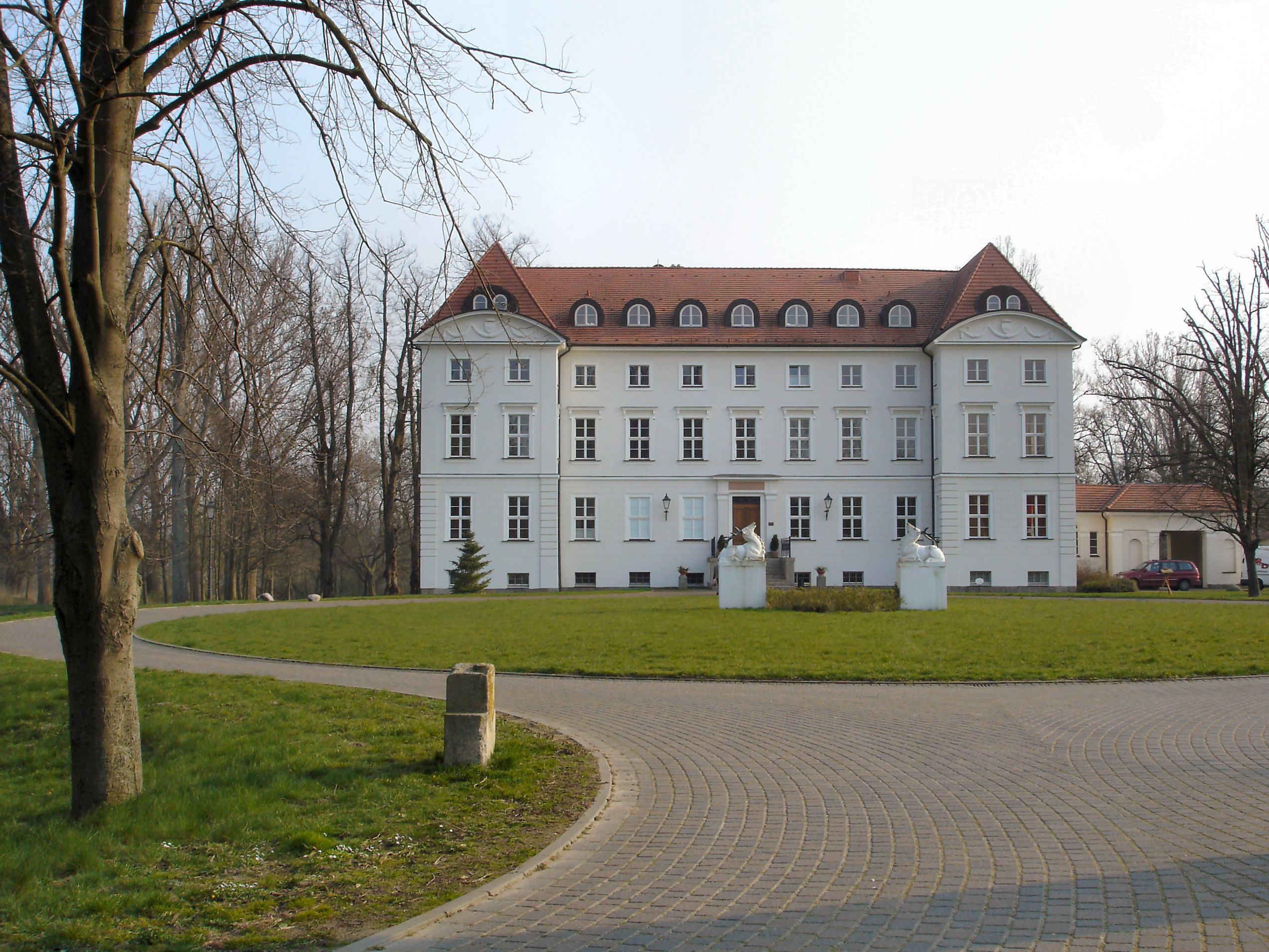
Schloss Wedendorf

Das Schloss Wedendorf ist ein denkmalgeschütztes Gebäude in Wedendorf, einem Ortsteil von Wedendorfersee im Landkreis Nordwestmecklenburg (Mecklenburg-Vorpommern). Die Toreinfahrt, der Marstall, der Pferdestall sowie der das Schloss umgebende Park stehen ebenfalls unter Denkmalschutz.

## Geschichte und Architektur

### Gutshaus von 1697
Das Herrenhaus steht am Wedendorfer See. Der Name des ersten Baumeisters ist nicht überliefert, allerdings ist ein alter Aufriss der Frontseite erhalten. Der zweieinhalbgeschossige verputzte Bau besitzt zwei kurze übergiebelte Seitenflügel. Die Anlage wurde 1697 für Andreas Gottlieb von Bernstorff errichtet. Über dem Hauptportal hatte er 1697 folgende lateinische Inschrift anbringen lassen: „Tant vaut l’homme, tant vaut sa terre“ (Der Mensch ist so viel wert, wie sein Grund und Boden wert ist). Ne „Villa fundum quaerat, neve Fundus villam“ (Das Haus entbehre nicht des Landes, noch entbehre das Land des Hauses).

### Schloss von 1810
Von 1805 bis 1810 fand nach Plänen des Architekten Martin Friedrich Rabe (Berlin) der Umbau für den preußischen Kammerherrn und Legationsrat Ernst Graf Bernstorff statt. Rabe, seit 1804 Bauinspektor und ab 1810 Professor an der Berliner Bauakademie, schuf hier ein Gesamtkunstwerk.
Bei dem Umbau wurde der zweigeschossige Mittelbau um ein Halbgeschoss erhöht und die Fassadengliederung klassizistisch erneuert. Das Erdgeschoss wurde gequadert, die Fenstereinfassungen und die Segmentgiebel der Flügel wurden erneuert. Vom Mai 1806 bis Oktober 1807 lebten die Bernstorffs in Bernstorf, da die Bauarbeiten von Wedendorf damals noch in vollem Gange waren.
Die ursprüngliche Raumfolge blieb zum Teil erhalten, im Mittelbau das Vestibül und links hinter der Treppe der Gartensaal, darüber befand sich der Festsaal. In den Seitenflügeln waren einfache Räume und Eckkabinette untergebracht. Rabe entwarf die gesamte Innendekoration inklusive der Möbel. Diese wurden von anderen Künstlern ausgeführt.
Die Innenmalereien und Kassettendecken von zwölf Räumen im pompejanischen Stil nahm Giuseppe Anselmo Pellicia vor, er malte alle Räume mit Deckengemälden aus, von denen etliche bei den Umbauten von 1933 bis 1934 zerstört wurden. Von diesen Gemälden sind noch 13 erhalten. Zu dieser Zeit wurde Pompeji gerade ausgegraben und die Antike war bei den Gebildeten groß in Mode. Pellicia war vorher schon in den holsteinischen Herrenhäusern Emkendorf, Knoop und Falkenberg tätig gewesen. Fritz Graf von Reventlow hatte den italienischen Maler 1797 von einer Romreise mitgebracht und die Bernstorffs waren mit den Reventlows verwandt. Pellicia hatte auch im als Rotunde ausgebildeten Vestibül des Gutshauses im mecklenburgischen Passow Wandmalereien im pompejanischen Stil für Ullrich Philipp von Behr-Negendank ausgeführt.
Auf Schloss Wedendorf wurde 1902 der Gutsbesitzer, Anwalt und Journalist, Mitgründer des Deutschen Adelsarchivs, Jürgen von Flotow geboren. Seine Mutter war eine geborene von Bernstorff-Wedendorf.

### Verkauf 1931
1931 musste Hermann Graf von Bernstorff den Besitz an die Mecklenburger Landgesellschaft verkaufen, die das Land aufsiedelte. Das Inventar des Herrenhauses mitsamt der Bibliothek kam in zwei Teilen am 1. und 24. April 1931 im Berliner Auktionshaus des Westens zur Versteigerung.
Das Herrenhaus wurde an den Lübecker Kaufmann und Konsul Franz Hagen, den Besitzer von Thams & Garfs, weiterveräußert. Konsul Hagen veranlasste nach 1933 Umbauten und bei den Renovierungen durch den Lübecker Maler und Graphiker Alfred Mahlau wurden etliche Wand- und Deckenmalereien geopfert. Dabei gingen im Obergeschoss die gemalten Wanddraperien im sogenannten Nankingzimmer und die Wandmalerei im Bilderzimmer verloren. Im Erdgeschoss entstanden vor allem durch die Vergrößerung des Vestibüls und die Vereinigung des im östlichen Seitenflügel gelegenen Grünen Schlafzimmers mit den beiden benachbarten Räumen zu einem Speisesaal weitere Verluste an der klassizistischen Dekorationsmalerei. Am 11. Oktober 1934 stellte der damalige Schweriner Denkmalpfleger für Baudenkmale der geschichtlichen Zeit, Oberbaurat Adolf Friedrich Lorenz, fest: „… in den Dielen sind sämtliche Teile der Decken- und Wandmalereien fortgenommen …“

### Nutzung nach 1945
Nach 1945 fand die Anlage als Flüchtlingsunterkunft, Zentralschule und Gewerkschaftshaus des Freien Deutschen Gewerkschaftsbunds (FDGB) Verwendung. Es fanden Veränderungen der Raumstruktur statt. Dabei kam es durch natürlichen Verschleiß auch bei der verbliebenen Ausstattung und Ausmalung in einzelnen Räumen zu großen Schäden. Ab 1977 übernahm dann der FDGB das Schloss als Schulungsstätte. Vor deren Nutzung gab es im Schloss eine sehr gründliche Instandsetzung, die mit einer umfangreichen Anzahl von denkmalpflegerischen und restauratorischen Maßnahmen verbunden waren. Zur Bewahrung oder Wiedergewinnung des ursprünglichen Charakters in wesentlichen Räumen erwarb der damalige Nutzer einen großen Empire-Kronleuchter für das Treppenhaus. Der aus dem ehemaligen Gutshaus in Gützkow stammende Kronleuchter wurde durch Gustav Schnippering in Bad Doberan restauriert.
Nach 1990 wurde das Schloss von Katharina Haupt (München) erworben und von 1996 bis 2003 saniert. Heute wird das Schloss als Hotel genutzt. Es verfügt über 40 Zimmer, einen Hubschrauber-Landeplatz, einen Marstall und eine Steganlage am Wedendorfer See.

### Denkmalschutz
Die Denkmalschutzbehörde des Landkreises Nordwestmecklenburg stufte das Schloss als „Museum und als außerordentlich interessant für die Öffentlichkeit“ ein.